# Атланта Юнайтед
«Атла́нта Юна́йтед» (англ. Atlanta United Football Club) — американский профессиональный футбольный клуб из города Атланта, штат Джорджия. С 2017 года выступает в MLS, высшей футбольной лиге США и Канады. 9 декабря 2018 года «Атланта» стала чемпионом МЛС, обыграв в финале «Портленд Тимберс» со счётом 2:0.

## История
Клуб был официально создан 16 апреля 2014 года, когда лига объявила о присуждении 22-й франшизы MLS городу Атланте. Согласно комиссару MLS Дону Гарберу, стоимость вступления в лигу составила от $70 до $100 миллионов. На момент вступления клуба в лигу, Атланта оставалась крупнейшей агломерацией страны без своей команды в MLS. Владельцем клуба является Артур Блэнк, один из основателей торговой сети The Home Depot. Блэнк также владеет клубом НФЛ «Атланта Фэлконс».
20 августа 2014 года Артур Блэнк объявил, что спустя пять месяцев после создания клуба уже свыше 14 тысяч болельщиков внесли залоги на покупку сезонных абонементов. В августе 2016 года клуб объявил, что из 31 тысячи болельщиков, которые внесли залоги за абонементы, 22 тысячи выкупили билеты на сезон полностью, что стало рекордом лиги для новых команд.
10 сентября 2014 года президентом клуба был назначен бывший спортивный директор «Тоттенхэм Хотспур» Дэррен Илс. 3 марта 2015 года бывший капитан сборной США Карлос Боканегра был назначен спортивным директором клуба. 27 сентября 2016 года тренером клуба был назначен Херардо Мартино, в прошлом тренировавший сборную Аргентины и «Барселону».

## Символика

### Название
26 июня 2015 года клуб обнародовал своё название — «Атланта Юнайтед». Название было выбрано путём опроса 21 тысячи болельщиков, которые внесли залог на покупку сезонных абонементов. Болельщиков попросили оценить 36 слов и насколько эти слова ассоциировались в их сознании с новым клубом. Четырьмя наиболее популярными словами стали «Атланта», «Футбольный клуб», «АТЛ» и «Юнайтед», что и привело к утверждению названия «Атланта Юнайтед».

### Эмблема и цвета
7 июля 2015 года клуб представил свою эмблему и клубные цвета. Круглая форма эмблемы отдаёт дань гербу и олимпийскому наследию города Атланты. Пять вертикальных полос символизируют столпы характера клуба — сплочённость, решительность, общность, совершенство и инновация. Чёрные полосы также подчёркивают железнодорожное прошлое города. Официальные цвета клуба — чёрный, красный и золотой.

### Форма

#### Домашняя
| 2017—2019 | 2019—2021 | 2021—2023 | 2023—2025 | 2025—н. в. |
| --------- | --------- | --------- | --------- | ---------- |

#### Гостевая
| 2017—2018 | 2018—2020 | 2020—2022 | 2022—2024 | 2024—н. в. |
| --------- | --------- | --------- | --------- | ---------- |

#### Резервная
| 2021—2022 | 2023—2024 |
| --------- | --------- |

Источники:,

### Экипировка
| Период     | Производитель | Период     | Титульный спонсор         | Период     | Рукавный спонсор          |
| ---------- | ------------- | ---------- | ------------------------- | ---------- | ------------------------- |
| 2017—н. в. | Adidas        | 2017—н. в. | American Family Insurance | 2020—н. в. | Piedmont Atlanta Hospital |
| 2017—н. в. | Adidas        | 2017—н. в. | American Family Insurance | 2023—н. в. | Apple TV+                 |

## Стадион
С 2017 года клуб выступает на «Мерседес-Бенц Стэдиум» в центре Атланты. Помимо клуба MLS, стадион является новым домашним полем для команды НФЛ «Атланта Фэлконс». Вместимость стадиона для матчей НФЛ составляет 75 000 зрителей. Для матчей MLS конфигурация стадиона может изменяться, и вместимость может сокращаться до 42 000 зрителей. Несмотря на это у Атланты Юнайтед самая высокая посещаемость в лиге. Матч 24 тура 2018 года против «Сиэтл Саундерс» собрал 72243 зрителей. Предполагалось, что арену будут открывать только наполовину, но востребованность «Юнайтед» заставила поменять все планы.
Теперь на проходные матчи МЛС закрывают только верхний ярус (вместимость сокращается до 50 тысяч, из них 37 — владельцы абонементов), а на топовых работают на полную мощность. За счёт специальных технологий нижние трибуны раздвигаются, чтобы вместить более широкое футбольное поле, а верхние трибуны при необходимости закрываются особыми навесами, для создания более уютной атмосферы. У стадиона прозрачная крыша и стены из особого полимера, способного изменять пропускаемость света в зависимости от погодных условий. Через прозрачные стены зрителям открывается вид на центр города. И крыша и стены стадиона раздвижные. Стоимость постройки стадиона оценивается в 1,2 миллиарда долларов.

## Текущий состав
| 1  | Флаг США        | Вр  | Брэд Гузан                            | 1984 |  |  |  |  |  |
| 22 | Флаг США        | Вр  | Джош Коэн                             | 1992 |  |  |  |  |  |
| 42 | Флаг Ямайки     | Вр  | Джейден Хибберт                       | 2004 |  |  |  |  |  |
|    |                 |     |                                       |      |  |  |  |  |  |
| 2  | Флаг Венесуэлы  | Защ | Рональд Эрнандес                      | 1997 |  |  |  |  |  |
| 3  | Флаг Ирландии   | Защ | Деррик Уильямс                        | 1993 |  |  |  |  |  |
| 4  | Флаг Албании    | Защ | Энеа Михай                            | 1998 |  |  |  |  |  |
| 5  | Флаг Норвегии   | Защ | Стиан Грегерсен                       | 1995 |  |  |  |  |  |
| 11 | Флаг США        | Защ | Брукс Леннон                          | 1997 |  |  |  |  |  |
| 18 | Флаг Португалии | Защ | Педро Амадор                          | 1998 |  |  |  |  |  |
| 47 | Флаг США        | Защ | Мэттью Эдвардс                        | 2003 |  |  |  |  |  |
| 50 | Флаг США        | Защ | Доминик Чонг-Куи                      | 2007 |  |  |  |  |  |
|    | Флаг Испании    | Защ | Хуан Беррокаль (в аренде из «Хетафе») | 1999 |  |  |  |  |  |
|    |                 |     |                                       |      |  |  |  |  |  |
| 8  | Флаг Франции    | ПЗ  | Тристан Муюмба                        | 1997 |  |  |  |  |  |
| 9  | Флаг Грузии     | ПЗ  | Саба Лобжанидзе                       | 1994 |  |  |  |  |  |

| 20 | Флаг США                | ПЗ  | Люк Бреннан               | 2005 |  |  |  |  |  |
| 28 | Флаг США                | ПЗ  | Уилл Рейлли               | 2002 |  |  |  |  |  |
| 35 | Флаг Тринидада и Тобаго | ПЗ  | Аджани Фортьюн            | 2002 |  |  |  |  |  |
| 59 | Флаг России             | ПЗ  | Алексей Миранчук          | 1995 |  |  |  |  |  |
| 99 | Флаг Польши             | ПЗ  | Бартош Слиш               | 1999 |  |  |  |  |  |
|    |                         |     |                           |      |  |  |  |  |  |
| 10 | Флаг Парагвая           | Нап | Мигель Альмирон (капитан) | 1994 |  |  |  |  |  |
| 13 | Флаг Бразилии           | Нап | Лео Афонсо                | 2001 |  |  |  |  |  |
| 14 | Флаг Сенегала           | Нап | Джамаль Тиаре             | 1993 |  |  |  |  |  |
| 19 | Флаг Кот-д’Ивуара       | Нап | Эммануэль Латте Лат       | 1999 |  |  |  |  |  |
| 27 | Флаг Ямайки             | Нап | Эштон Гордон              | 2007 |  |  |  |  |  |
| 30 | Флаг Японии             | Нап | Кайман Тогаси             | 1993 |  |  |  |  |  |

### Игроки в аренде
| \| № \| \| Поз. \| Имя \| Год рождения \| \| - \| \| ---- \| ------------------------------------------------------------- \| ------------ \| \| \| \| Защ \| Ноа Кобб (в «Колорадо Рэпидз») \| 2005 \| \| \| \| Защ \| Эйден Макфадден[англ.] (в «Сент-Луис Сити» до 30 ноября 2025) \| 1998 \| \| \| \| ПЗ \| Эдин Торрес (в «Атланте Юнайтед 2[англ.]» до 31 декабря 2025) \| 2007 \| \| \| \| Нап \| Эдвин Москера (в «Мильонариос» до 30 июня 2026) \| 2001 \| |               |      |                                                        |              |
| № |               | Поз. | Имя                                                    | Год рождения |
| | Флаг США      | Защ  | Ноа Кобб (в «Колорадо Рэпидз»)                         | 2005         |
| | Флаг США      | Защ  | Эйден Макфадден (в «Сент-Луис Сити» до 30 ноября 2025) | 1998         |
| | Флаг США      | ПЗ   | Эдин Торрес (в «Атланте Юнайтед 2» до 31 декабря 2025) | 2007         |
| | Флаг Колумбии | Нап  | Эдвин Москера (в «Мильонариос» до 30 июня 2026)        | 2001         |

### Номер 17
10 февраля 2017 года «Атланта Юнайтед» объявила, что номер 17 будет закреплён за болельщиками. Число обозначает год первого сезона команды в MLS. Клуб стремится признать, что с самого начала болельщики, город и люди определяют дух и сущность этой команды.

## Тренеры
- Херардо Мартино (1 января 2017 — 31 декабря 2018)
- Франк Де Бур (1 января 2019 — 24 июля 2020)
- Стивен Гласс[англ.] (27 июля 2020 — 31 декабря 2020, и. о.)
- Габриэль Хайнце (1 января 2021 — 18 июля 2021)
- Роб Валентино[англ.] (19 июля  — 11 августа 2021, 3 июня  — 26 ноября 2024, и. о.)
- Гонсало Пинеда (12 августа 2021 — 3 июня 2024)
- Ронни Дейла (20 декабря 2024 — н. в.)

## Достижения
- Обладатель Кубка MLS: 2018
- Обладатель Открытого кубка США: 2019
- Обладатель Кубка Чемпионов: 2019